# Вольное экономическое общество

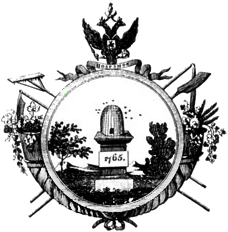
Вольное экономическое общество

«Вольное экономическое общество» (укр. Вільне економічне товариство) — перше в Російській імперії науково-економічне товариство, формально незалежне від будь-яких урядових інституцій. Засноване 1765 у Санкт-Петербурзі великими землевласниками з метою реформувати сільське господарство. Намагалося поширювати наукові знання, для чого був створений власний періодичний орган «Труды ВЭО» (1766—1915, понад 280 вип.). Але реальні успіхи в справі пропаганди наукових знань у суспільстві прийшли лише після ліквідації кріпосного права 1861.
При товаристві 1872 створено Комітет грамотності, який 1873 відкрив дві жіночі школи. Крім того, Комітет за час свого існування видав бл. 130 назв популярних книжок, які розповсюджувалися серед населення за доступними цінами. Особливу увагу товариство приділяло проведенню конкурсів, завданням яких було виявлення і поширення способів раціонального ведення сільського господарства. Чимало філій «ВЭО» було створено в Україні, особливо в степових губерніях.
На жаль, надзвичайно корисна діяльність товариства не знаходила належної підтримки з боку царського уряду, навпаки, 1896 урядовим розпорядженням було закрито Комітет грамотності. Остаточно товариство ліквідоване 1919 більшовиками.

## Комітети та комісії при товаристві
При «ВЭО» існував Комітет грамотності, закритий в 1896 році.

### Музеї
- Центральний педологічний музей ім. В. В. Докучаєва (з 1904 року)
- Народної промисловості
- Моделей і машин
- Мінералогічний
- Ґрунтова, ботанічна і зоологічна колекції.

### Комісії
- Чорноземна комісія — 1877 року
- Ґрунтова комісія — З 1888 року. Організував та очолив В. В. Докучаєв
- Статистична
- За селянського питання
- За безкоштовної розсилці книг

### Бібліотека
Суспільство виписувало всі основні друковані видання по сільському господарству 18-19 століть, і мало велику бібліотеку.